# Ho Municipal District
Koordinaten: 6° 37′ N, 0° 28′ O
Der Ho Municipal District ist einer von 18 Distrikten innerhalb der Volta Region im Osten Ghanas mit einer Gesamtfläche von 587 Quadratkilometern. Der Distrikt hatte im Jahr 2021 180.420 Einwohner.

## Geographie
Im Osten grenzt der Nachbarstaat Togo, im Westen der Ho West District, im Süden der Adaklu District und Südosten der Agotime Ziope District an den Distrikt. Die Nationalstraße 5 endet in Ho, der Hauptstadt des Distrikts und der Volta Region. Der 2021 eröffnete Ho Airport liegt im Südosten des Distrikts.